# Магмедова Валентина Хомівна
Валенти́на Хо́мівна Магме́дова (Приступа; 21 січня 1918, Житомир — 19 червня 1991, Харків) — українська художниця (живописець).

## Біографія
Народилася 1918 року в місті Житомир в родині політичного діяча. У 1936—1940 роках навчалася у Харківському художньому училищі. У жовтні 1940 року була засуджена на 7 років концентраційних таборів та 5 років заслання як член родини репресованих батьків та за антирадянську агітацію. Після звільнення з ув'язнення 1947 року працювала художником у театрах Бузулука та Серноводська, у 1948—1953 роках перебувала на засланні у селі Берека Харківської області. Реабілітована 1960 року.
Поновила творчу діяльність у 1970-х роках. Від 1976 року виставляла свої роботи на обласних та республіканських художніх виставках. Від 1977 року член Харківської організації Спілки художників України.
Персональні виставки відбулися 1977, 1991 та 2000 року. Творчі роботи Валентини Хомівни зберігаються у музеях України (Київ, Харків), а також у приватних зібраннях у Великій Британії, Греції, Японії, та Фінляндії.